# Камбья (волость, 1991)
Камбья (эст. Kambja) — волость в Эстонии в составе уезда Тартумаа.

## Положение
Площадь волости — 189,2 км², численность населения на 1 января 2006 года составляла 2442 человек.
Административный центр волости — посёлок Камбья. Помимо этого в состав волости входили 30 деревень.